# Die letzten Tage von Pompeji (1908)
Die letzten Tage von Pompeji (Originaltitel: Gli ultimi giorni di Pompei) ist ein Kurzfilm und früher Monumentalfilm basierend auf dem Roman des Autors Edward Bulwer-Lytton von Luigi Maggi und Arturo Ambrosio aus dem Jahr 1908 und mit einer Spielzeit von 16 Minuten.

## Handlung
Der Film spielt im Jahr 79 n. Chr. und zeichnet eine Reihe von Liebes- und dramatischen Ereignissen nach, die die Protagonisten Nidia, Arbace und Glauco vor dem Hintergrund eines blühenden Pompeji erlebt haben, das jedoch durch den Ausbruch des Vesuvs ernsthaft gefährdet ist.

## Produktionsnotizen
Arturo Ambrosio, ein Fotograf, der eines der ersten italienischen Filmstudios in Turin gründete, und einer seiner Techniker, Luigi Maggi, der schnell als Schauspieler und Regisseur hervorstach, konzipierten 1908 mit ihrem Studio ein ehrgeiziges Projekt: den spektakulärsten Film der Zeit drehen Die letzten Tage von Pompeji.
Der Produzent beauftragte den Drehbuchautor Arrigo Frusta mit der Adaption von Bulwer Lyttons Roman Die letzten Tage von Pompeji für das Kino. Es war die zweite Verfilmung dieses Buch, nachdem bereits es 1902 von Robert William Paul, einem der Pioniere des britischen Kinos, auf die Leinwand gebracht worden war.
In diesem Film ist alles unverhältnismäßig, von der Länge des Drehbuchs (für 1908 war ein Film mit vier Rollen und 366 Metern ein sehr langer Film) bis zu den spektakulären Sets, die von Ettore Ridoni entworfen wurden.
Am offensichtlichsten ist die energetische Richtung von Luigi Maggi, der bestimmten Szenen einen intensiven dramatischen Effekt verlieh. Einige dieser Szenen sind unvergesslich mit ihren Spezialeffekten und Spezialeffekten wie dem Ausbruch des Vesuvs oder der Flucht von Zuschauern aus dem Zirkus, die von Fragmenten glühender Lava getroffen werden. Während das Kino ansonsten immer noch erheblich vom Theater beeinflusst wurde, etwa mit Bühnenbildern, die normalerweise aus bemalten Leinwänden bestehen, gelang diesen Produzenten hierbei eine neue Gestaltung des Genres Film mittels neuartiger Spezialeffekte, den ehrgeizigen Kulissen und Modellen sowie den von den Schauspielern gespielten Massenbewegungen.
Der Film wurde zur gleichen Zeit in ganz Italien veröffentlicht. Allein in Rom wurde er für seinen Start in 14 Räumen gezeigt. Es war der erste große Erfolg der italienischen Filmindustrie und sollte bis zum Ersten Weltkrieg einer der wichtigsten der Welt bleiben. Hunderte von Exemplaren wurden weltweit exportiert, auch in die USA, und die Aufnahme war sowohl bei Kritikern als auch in der Öffentlichkeit einstimmig positiv. Der Film sollte bald nachgeahmt werden und den Weg für das italienische Kino weisen.